# Salticus guichenoti
Salticus guichenoti är en spindelart som beskrevs av Lucas 1846. Salticus guichenoti ingår i släktet Salticus och familjen hoppspindlar. Inga underarter finns listade i Catalogue of Life.